# Möllbach
Der Möllbach ist ein  etwa 1 km langer Bach im rheinland-pfälzischen Landkreis Bad Dürkheim, der nach einem ostnordöstlichen Lauf von rechts in den Speyerbach mündet.

## Geographie

### Verlauf
Der Möllbach entspringt im mittleren Pfälzerwald am nördlichen Fuß des Möllbergs auf einer Höhe von etwa 362 m ü. NHN der Möllbach-Quelle.
Er fließt zunächst etwa 700 m in ostnordöstlicher Richtung durch ein enges, reich mit Mischwald bestandenes Tal zwischen dem Möllberg im Süden und dem Grundwieser Eck (407,7 m) im Norden.
Er erreicht dann den Westrand von Elmstein, wo er sich in zwei Mündungsarme aufteilt. Der linke Arm passiert die ersten Häuser der Straße Am Ehrenfels, um danach in den Speyerbach zu fließen. Der rechte Arm schlägt kurz vor der Bebauung einen Bogen und läuft danach südostwärts knapp 300 m parallel zum Speyerbach. Er speist den Möllbachweiher und mündet schließlich in Elmstein auf einer Höhe von etwa 226 m von rechts in den aus Norden kommenden oberen Speyerbach.
Auf der gegenüberliegenden Seite des Speyerbachs steht etwa 90 m südsüdöstlich der Möllbachmündung die Ruine der Burg Elmstein und etwas westlich der Ruine die Wappenschmiede Elmstein.
Der etwa 1,1 km lange Lauf des Möllbachs endet ungefähr 136 Höhenmeter unterhalb seiner Quelle, er hat somit ein mittleres Sohlgefälle von etwa 12 %.

### Einzugsgebiet
Das 87,1 ha große Einzugsgebiet des Möllbachs liegt im Naturraum Frankenweide und wird durch ihn über den Speyerbach und den Rhein zur Nordsee entwässert.
Es grenzt
- im Nordwesten, Norden, Nordosten und Südosten an das Einzugsgebiet des Speyerbachs und
- im Süden an das des Haselbachs, der in den Speyerbach mündet.

Das Einzugsgebiet ist fast vollständig bewaldet, nur der Mündungsbereich ist zum Teil besiedelt.
Die höchste Erhebung ist der Möllberg mit einer Höhe von 461,1 m ü. NHN im Südwesten des Einzugsgebiets.

## Tourismus
Kurz vor seiner Mündung in den Speyerbach wird der Möllbach vom Fernwanderweg Saar-Rhein-Main überbrückt.